# Schloss Abbadia

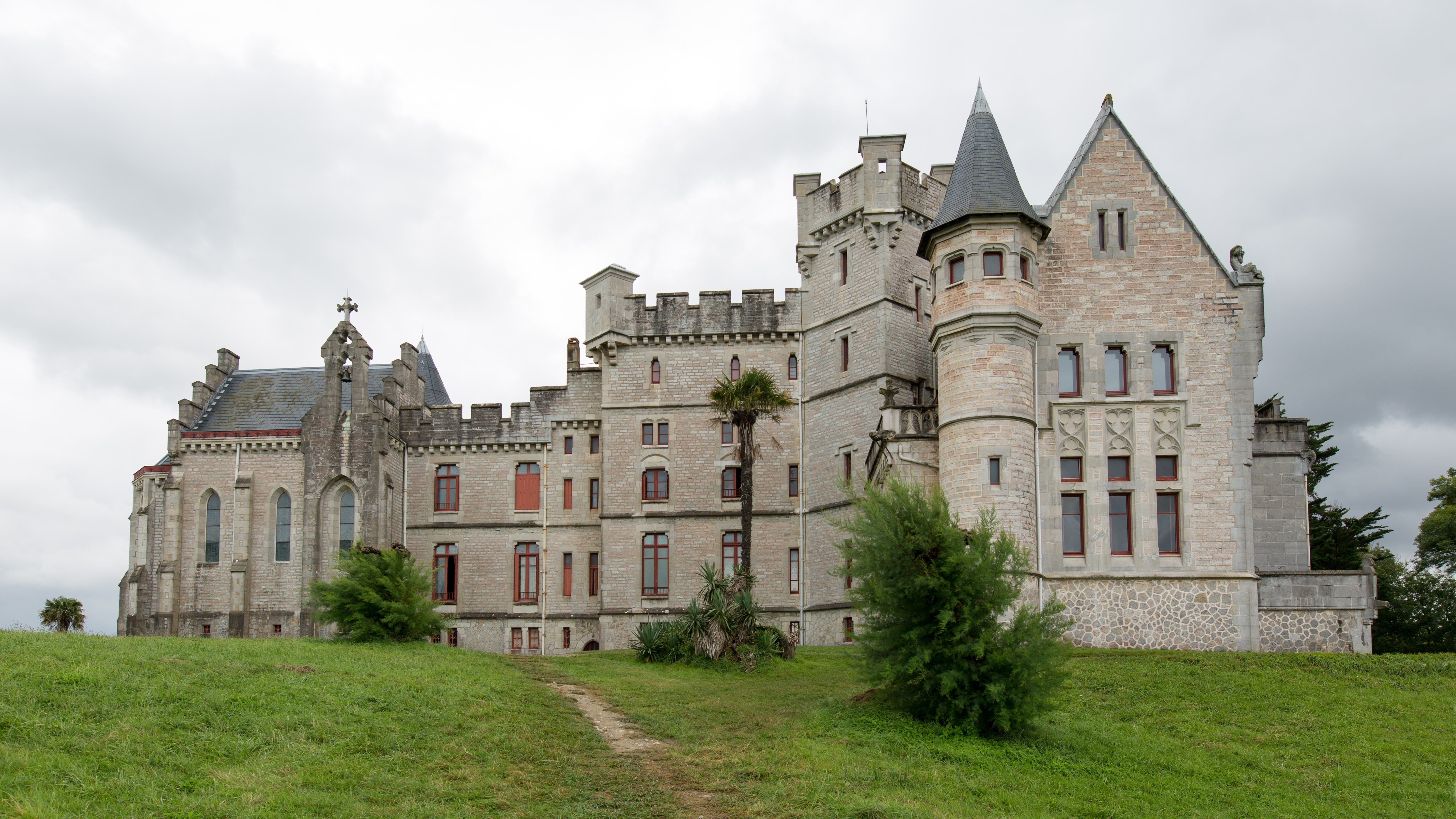
Schloss Abbadia, Nordseite

Das Schloss Abbadia (französisch Château d’Abbadia) steht, umgeben von einer weitläufigen Parkanlage, in der französischen Stadt Hendaye, im Département Pyrénées-Atlantiques. Den Namen erhielt es durch seinen Bauherrn, den französischen Kartographen und Weltreisenden Antoine Thomson d’Abbadie.

## Geschichte
Als Antoine Thomson d’Abbadie um 1860 beschloss, sich ein Schloss als herrschaftlichen Wohnsitz errichten zu lassen, wählte er als Bauort den Landstrich Aragorry bei Hendaye. Als Architekten beauftragte er Eugène Viollet-le-Duc, der die praktische Umsetzung seinem Assistenten Edmond Duthoit übergab. Von allen Werken Viollet-le-Ducs ist Schloss Abbadia etwas Besonderes, da es sich dabei um einen völligen Neubau und nicht um eine Ruinen-Rekonstruktion handelte. Die Bauarbeiten begannen 1864 und wurden 1879 abgeschlossen.
Abbadie stiftete sein Schloss 1895 samt Inventar und den dazugehörigen Ländereien der französischen Akademie der Wissenschaften, deren Mitglied er war.

## Baubeschreibung

### Äußeres
Das neugotische Äußere des Schlosses mit Hauptturm, verschiedenen Mehrfachtürmen und Zinnen ist klar von mittelalterlichen Formen inspiriert. Aber auch die Interessen des Bauherrn selbst fanden in der Architektur ihren Niederschlag. So sind zum Beispiel zahlreiche In- und Aufschriften in verschiedenen Sprachen wie Irisch, Baskisch, Arabisch, Äthiopisch und Deutsch zu finden.

### Innenräume
Die Innendekoration ist stark durch Viollet-le-Ducs Art, viele Farbtöne zu verwenden, gekennzeichnet.

#### Kapelle

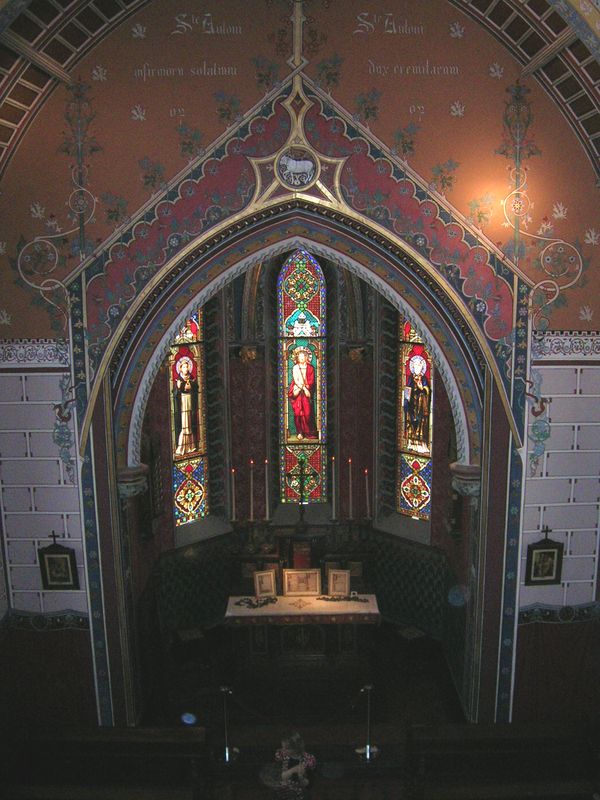
Apsis der Schlosskapelle

Die Schlosskapelle besitzt eine einfache Struktur, aber mit außergewöhnlich reicher Dekoration. Sie ist geräumig, da sie früher allen Bauern der Domäne Abbadia Platz bieten musste. Ihr Altar steht am östlichen Ende des Chors und wird von drei farbigen Glasfenstern umrahmt. Das mittlere von ihnen zeigt Christus, der von den Kirchenvätern Thomas von Aquin und Augustinus von Hippo in den beiden anderen Fenstern flankiert wird.
Das westliche Ende des Chors ist mit Fresken geschmückt, welche die Einsiedler Paulus von Theben und Antonius den Großen in der Wüste darstellen. In der Mitte der Kapelle befindet sich eine Empore als Verbindung zum Schlafzimmer des Schlossherrn und seiner Frau Virginie, deren gemeinsames Grab sich in einer schmalen Krypta unter dem Altar befindet.

#### Gästeschlafzimmer
Dieses Schlafzimmer, mit von Duthoit entworfenen Möbeln, war für durchreisende Gäste reserviert. Seine Holztäfelung an den Wänden ist mit arabischen Inschriften verziert. Sein Baldachin-Bett trägt die lateinische Inschrift „Süßen Schlaf, goldene Träume für wen auch immer, der hierin ausruht, eine glückvolles Erwachen, einen vorzüglichen Morgen“.

#### Speisesaal
Die Wände des Speisesaal sind mit Büffelleder bespannt. Wie im Gästeschlafzimmer sind die Möbel von Edmond Duthoit entworfen; darunter ein Tisch mit Intarsienarbeiten und eine Anrichte, die speziell zur Aufbewahrung des Bankett-Porzellans diente. Zum Mobiliar gehören auch 18 Stühle, deren Bespannungen je einen gestickten äthiopischen Buchstaben tragen. In einer Reihe nebeneinander aufgestellt, formen sie den Satz „Möge man an diesem Tisch nie einen Verräter finden“.

#### Lounge

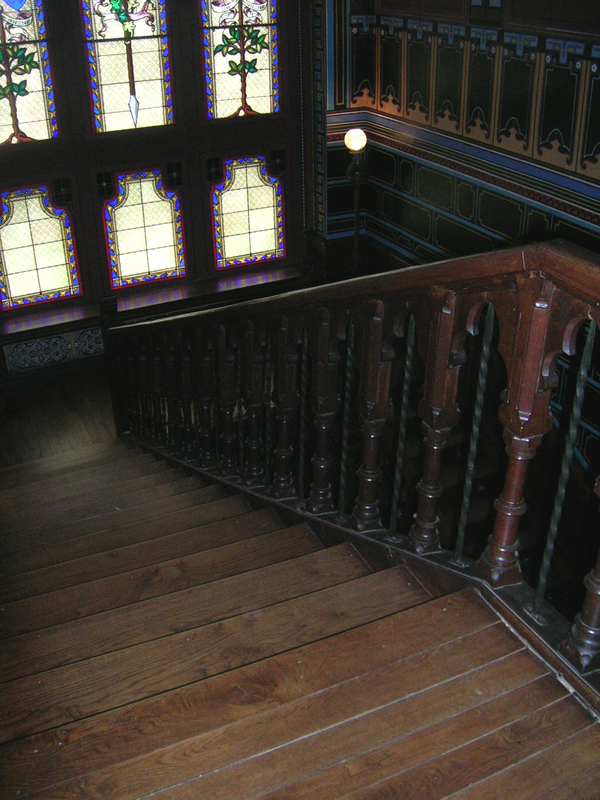
Die Haupttreppe

Die Lounge ist ein kreisförmiger Raum und befindet sich im südlichen Turm. Ihre Wände sind blau gestrichen und besitzen die aufgesetzten, goldenen Monogramme A und V (für Antoine und Virginie) in gotischer Schrift. Der Raum ist mit Einrichtungsgegenständen möbliert, die Antoine d’Abbadie von seinen Expeditionen und einer Weltausstellung mitgebracht hatte. Eine steinerne Kaminplatte zeigt die Inschrift „Mehr Wirklichkeit als Schein“.
An die Lounge schließen sich ein Boudoir im maurischen Stil sowie ein arabisches Rauchzimmer an.

#### Haupttreppe
Die große Haupttreppe verbindet das Erdgeschoss mit den oberen Räumlichkeiten. Das Treppenhaus wird von einem Fenster mit gefärbten Glasscheiben erhellt. Eine lateinische Inschrift begrüßt Besucher: „Willkommen dem, der unter dieses Dach tritt ...“. Auf dem höchsten Treppenabsatz befindet sich eine Holzstatue von Abdullah, einem jungen äthiopischen Sklaven, der durch den Schlossherrn befreit und nach Frankreich mitgenommen worden war und auf tragische Weise während der Pariser Kommune ums Leben kam. Fresken an den Wänden des Treppenhauses zeigen Szenen des täglichen Lebens in Äthiopien.

#### Schlafzimmer
Der Raum besitzt getäfelte Wände sowie je ein Fenster nach Norden (in Richtung Ozean) und nach Süden (mit Blick auf die Berge). Ausgestattet ist das Schlafzimmer mit einem schwarz-marmorierten Kamin, über dem ein großer vergoldeter Spiegel angebracht ist. Zu beiden Seiten des Kamins hängen Porträts von Antoine d’Abbadie und seiner Frau Virginie. Der Raum besitzt eine direkte Verbindung zur Galerie in der Kapelle.

#### Bibliothek
Der Weltreisende Abbadie nutzte die Bibliothek als Arbeitsplatz. Der Raum besitzt an seinen beiden Längsseiten je eine kleine Galerie, auf denen die persönliche Sammlung Antoine d’Abbadies aufbewahrt wird. Die Regale zu ebener Erde enthalten astronomische Veröffentlichungen des einstigen Observatoriums.
Die Deckenbalken tragen einige baskische Redensarten, wie z. B. „Es braucht nur einen Dummen, einen Stein in den Brunnen zu werfen, aber sechs weise Männer, ihn wieder hoch zu holen“.

#### Observatorium
Im schlosseigenen Observatorium ist noch heute das 1880 installierte Meridian-Teleskop zu sehen. Es diente maßgeblich dazu, die genaue Position von Sternen herauszufinden, um letztlich die Publikation von Himmelsdaten in verschiedenen Katalogen zu ermöglichen. Die Arbeiten dazu wurden erst im Jahre 1975 beendet.
Antoine d’Abbadie wollte mit dem Teleskop die Strahlenbrechung studieren und ließ dazu mehrmals die Schlossmauern nahe dem Haupttor durchbrechen, um den Gipfel des La Rhunc (905 m) beobachten zu können. Dieses Vorhaben hatte jedoch keinen Erfolg, und daher ritzte Abbadie über dem zuletzt gemachten Loch die baskischen Worte „Ich sah nichts, ich lernte nichts.“ ein.

#### Jerusalem-Schlafzimmer
Dieses Zimmer verdankt seinen Namen einer präzisen Karte des „Heiligen Jerusalem“. Sie ist über dem Kamin mit der lateinischen Inschrift „Eure Gedanken gehen in gleicher Weise wie die Flamme in die Höhe“ angebracht. Die Wände des Raums zeigen Szenen der Passion und Symbole der Pilgerfahrt nach Santiago de Compostela.

#### Kaiserschlafzimmer
Kaiser Napoléon III. sollte mit einer symbolischen, letzten Steinsetzung, den Abschluss der Bauarbeiten am Schloss signalisieren. Für seine Übernachtung wurde eigens ein sehr kunstvoll und üppig dekorierter Raum eingerichtet. Doch durch die Niederlage in der Schlacht von Sedan während des Deutsch-Französischen Krieges konnte Napoléon III. diesen symbolischen Akt nicht mehr vollziehen, da er von preußischen Truppen nach Kassel gebracht und im Schloss Wilhelmshöhe unter Arrest gestellt wurde.
Das Kaiserschlafzimmer ist mit fein gearbeiteten Möbeln aus schwarzem Eichenholz im späten neogotischen Stil eingerichtet. Über dem Bett, das üppig mit fantastischen Tieren wie Drachen sowie mit Eulen verziert ist, steht in Latein geschrieben: „Reisende erfreuen sich einer ruhigen Rast in einem gastfreundlichen Haus“. Der obere Teil eines beeindruckenden Kamins besteht aus einer Steinmetzarbeit, die Antonius den Großen, den heiligen Patron Antoine d’Abbadies, darstellt.